# ویلیام جی رابینسون

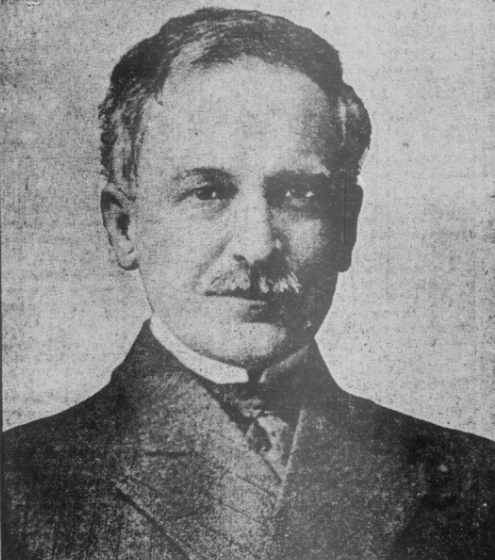
ویلیام جی رابینسون

ویلیام جوسیفس رابینسون (به انگلیسی: William Josephus Robinson) (زادهٔ ۸ دسامبر ۱۸۶۷-درگذشتهٔ ۶ ژانویهٔ ۱۹۳۶ میلادی) یک پزشک ،سکسشناس آمریکایی و از حامیان پیشگیری از بارداری بود. وی همچنین رئیس ادارهٔ بیماریهای تناسلی-ادراری واقع در درمانگاه بیمارستان برانکس و سردبیر مجله آمریکایی اورولوژی و سکسولوژی بود. ویلیام رابینسون یکی از افراد فعال در جنبش پیشگیری از بارداری ایالات متحده بود. او «اولین پزشک آمریکایی بود که درخواست کرد تا دانش پیشگیری از بارداری به دانشجویان پزشکی آموزش داده شود و احتمالاً از اشخاص اثرگذار و محبوب پزشکی آمریکا که دربارهٔ موضوع پیشگیری از بارداری در سه دههٔ نخست سدهٔ بیستم میلادی صحبت کرده به‌شمار می‌آید.»
علاوه بر نوشته‌های پزشکی خود رابینسون ویراستاری متفکر و پیشگام پزشکی اطفال آبراهام جکوبی را نیز انجام داده‌است. او همچنین از آزاد اندیشمندان منتقد مسیحیت بود.